# 曼寧河

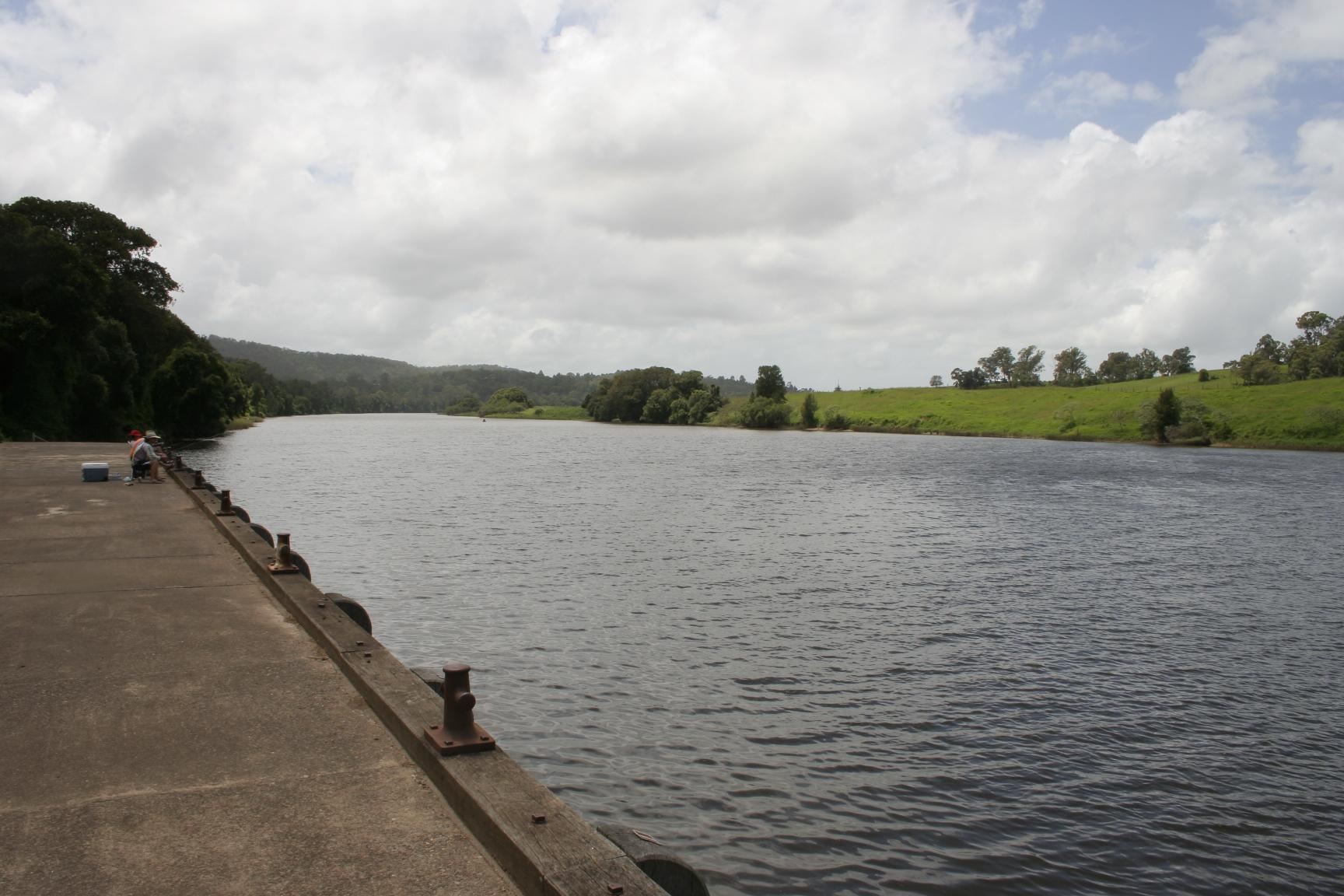
曼寧河

曼宁河（Manning River）是澳大利亚新南威尔士州的一條河流，發源自巴灵顿山附近，在哈靈頓角附近注入塔斯曼海，河流全长261公里。曼宁河是澳大利亚大陆仅有的几条含有冬季融雪的河流之一。曼寧河河流名稱來源自威廉·蒙塔古·曼宁。 